# Elof Biesèrt
Johan Elof Biesèrt (i riksdagen kallad Biesèrt i Lennartsfors), född 30 september 1862 i Töcksmark, död 14 juli 1928 i Trankil, var en svensk disponent och politiker (liberal). Han var son till bruksägaren och riksdagsmannen Niklas Biesèrt.
Biesèrt studerade vid Kungliga tekniska högskolan 1882–1885 och var sedan disponent och delägare i familjeföretaget J. N. Biesèrt & Son med bruksverksamheter i Lennartsfors, Töcksfors och Hånsfors. År 1912–1928 var han verkställande direktör för Lennartsfors AB. 
Som liberal politiker invaldes han i förtroenderådet för den nybildade Frisinnade landsföreningen 1902, en post han behöll till 1907. Han var finansminister i Karl Staaffs första regering 1905–1906. 

Biesèrt var riksdagsledamot i andra kammaren för Nordmarks härads domsagas valkrets 1900–1907 och i första kammaren för Värmlands läns valkrets 1911. I riksdagen tillhörde han Frisinnade landsföreningens riksdagsgrupp Liberala samlingspartiet. Han var bland annat ledamot i bankoutskottet 1903–1905. Som riksdagsledamot engagerade han sig bland annat för reformer i valsystemet. Han skrev i riksdagen 11 egna motioner bland annat om tullfrågor, järnvägsfrågor och yrkesinspektionen. En motion avsåg införande av proportionellt valsätt vid utskottsval (1905L).

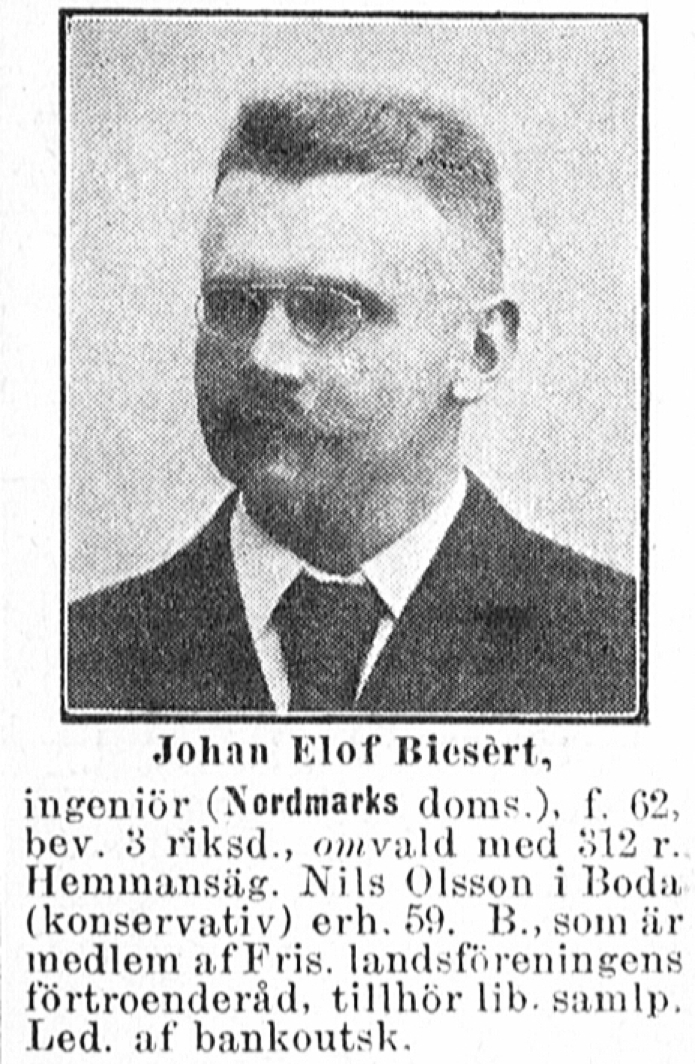
1903 års riksdag
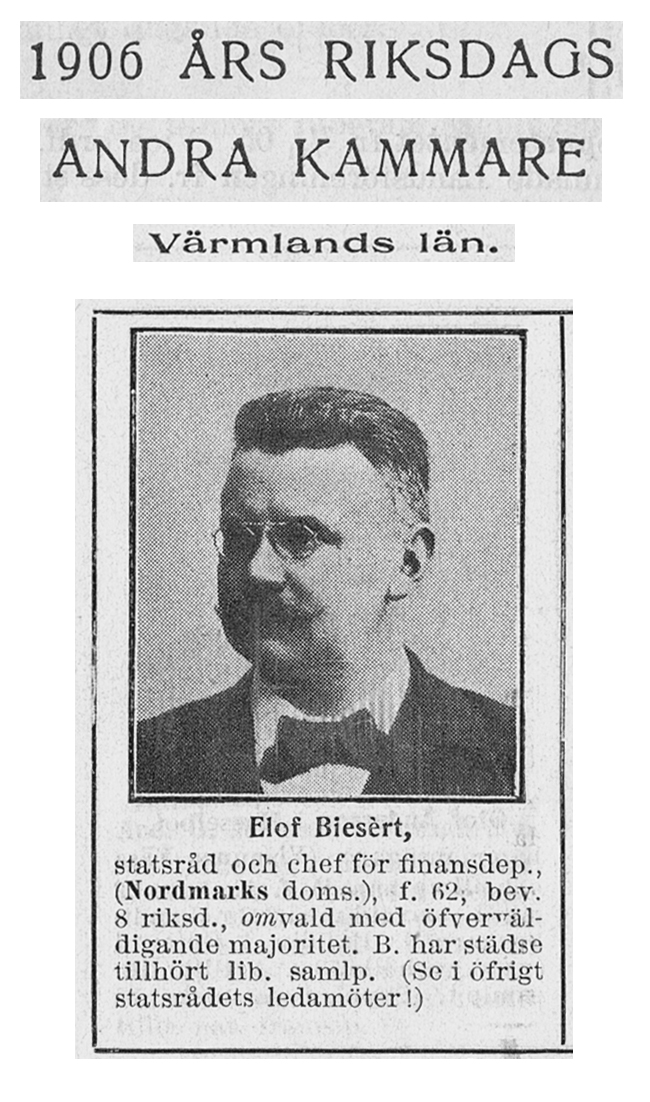
1906 års riksdag